# Brian Ferneyhough
Brian Ferneyhough, född 16 januari 1943 i Coventry, är en brittisk tonsättare.
Ferneyhough studerade vid Birmingham School of Music mellan 1961 och 1963 och vid Royal Academy of Music 1966–1967 för Lennox Berkeley. Han fortsatte sina studier vid konservatoriet i Amsterdam för Ton de Leeuw 1968–1969 och emigrerade sedan till Schweiz där han fortsatte sina studier för Klaus Huber vid Musik-Akademie der Stadt Basel. Ferneyhough var lärare vid Freiberg Hochschule für Musik mellan 1973 och 1986 och vid Koninklijk Conservatorium i Haag 1986–1987 för att därefter bli professor vid University of California i San Diego.
Brian Ferneyhough invaldes som ledamot av Kungliga Musikaliska Akademien 2009.
Ferneyhoughs verk präglas av extrem komplexitet och i några verk använder han sig av elektronisk utrustning.

## Verk i urval
- Sonatina, för 3 klarinetter och fagott (eller basklarinett) (1963)
- 4 Miniatures, för flöjt och piano (1965)
- Prometheus, för blåssextett (1965, reviderad 1967)
- Sonata, för två pianon (1966)
- 3 Pieces, för piano (1967)
- Sonatas, för stråkkvartett (1967)
- Epicycle, för 20 stråkar (1968)
- Missa brevis, för 12 röster (1969)
- Cassandra's Dream Song, för soloflöjt (1971)
- Sieben Sterne, för orgel (1969–1970)
- Firecycle Beta, för orkester (1969–1971)
- Transit, för 6 röster och kammarorkester (1972–1974, reviderad 1975)
- Time and Motion Study III, för 16 röster, slagverk och elektronik (1974)
- Time and Motion Study II, för sång, ljudband och elektronik (1973–1976)
- Unity Capsules, för flöjt (1975–1976)
- Time and Motion Study I, för basklarinett(1971–1977)
- Funérailles, för stråksextett, kontrabas och harpa (1969–1977)
- La Terre est un homme, för orkester (1977–1978)
- Stråkkvartett nr 2 (1979–1980)
- Lemma-Icon-Epigram, för piano (1981)
- Superscriptio, för piccolo (1981)
- Carceri d'Invenzione I, för kammarorkester (1982); II, för flöjt och kammarorkester (1983–1984); III, för träblåsare, bleckblåsare och slagverk (1985–1986)
- Adagissimo, för stråkkvartett (1983)
- Etudes transcendentales, för sopran och kvartett (1982–1985)
- Intermedio alla ciaccona, för violin (1986)
- Mnemosyne, för basflöjt och tonband (1986)
- Stråkkvartett nr 3 (1987)
- Stråkkvartett nr 4 (1990)
- Kurze Schatten, för gitarr (1983–1989)
- Trittico/per G.S., för kontrabas (1989)
- Terrain, för violin och ensemble (1992)